# Polycanthagyna
Genre
Polycanthagynaest un genre de libellules de la famille des Æshnidae (sous-ordre des Anisoptères, ordre des Odonates). 

## Liste d'espèces
Selon BioLib (14 décembre 2020) :
- Polycanthagyna chaoi Yang & Li, 1994
- Polycanthagyna erythromelas (McLachlan, 1896)
- Polycanthagyna melanictera (Selys, 1883)
- Polycanthagyna ornithocephala (McLachlan, 1896)